# Фортуны
Форту́ны (бел. Фартуны) — деревня в составе Глушанского сельсовета Бобруйского района Могилёвской области Республики Беларусь.

## История
До 20 ноября 2013 года входила в состав Гороховского сельсовета.

## Население
- 1999 год — 11 человек
- 2010 год — 6 человек